# Gand-Wevelgem 2011
La 73e édition de la course cycliste Gand-Wevelgem s'est déroulée le 27 mars 2011 entre Deinze et  Wevelgem. Il s'agit de la sixième épreuve de l'UCI World Tour 2011. La course a été remportée au sprint par le Belge Tom Boonen (Quick Step) devant l'Italien  Daniele Bennati (Team Leopard-Trek) et l'Américain Tyler Farrar (Garmin-Cervélo).

## Présentation

### Équipes
| N.      | Code | Équipe              |
| ------- | ---- | ------------------- |
| 1-8     | THR  | Team HTC-Highroad   |
| 11-18   | GRM  | Garmin-Cervélo      |
| 21-28   | VCD  | Vacansoleil-DCM     |
| 31-38   | QST  | Quick Step          |
| 41-48   | OLO  | Omega Pharma-Lotto  |
| 51-58   | BMC  | BMC Racing          |
| 61-68   | LEO  | Team Leopard-Trek   |
| 71-78   | RAB  | Rabobank            |
| 81-88   | SBS  | Saxo Bank-SunGard   |
| 91-98   | SKY  | Team Sky            |
| 101-108 | RSH  | Team RadioShack     |
| 111-118 | AST  | Astana              |
| 121-128 | LIQ  | Liquigas-Cannondale |

| N.      | Code | Équipe                       |
| ------- | ---- | ---------------------------- |
| 131-138 | KAT  | Team Katusha                 |
| 141-148 | ALM  | AG2R La Mondiale             |
| 151-158 | LAM  | Lampre-ISD                   |
| 161-168 | MOV  | Movistar                     |
| 171-178 | EUS  | Euskaltel-Euskadi            |
| 181-188 | LAN  | Landbouwkrediet              |
| 191-198 | TPV  | Topsport Vlaanderen-Mercator |
| 201-208 | VRW  | Veranda's Willems-Accent     |
| 211-218 | COF  | Cofidis                      |
| 221-228 | FDJ  | FDJ                          |
| 231-238 | SKS  | Skil-Shimano                 |
| 241-248 | EUC  | Europcar                     |

### Favoris
L'un des grands favoris est l'Australien Matthew Goss (Team HTC-Highroad), récent vainqueur de Milan-San Remo. Il aura une forte concurrence avec les autres sprinters qui sont l'Américain Tyler Farrar (Garmin-Cervélo), le champion du monde Thor Hushovd (Garmin-Cervélo), l'Allemand André Greipel (Omega Pharma-Lotto), le Belge Tom Boonen (Quick Step), le Britannique Mark Cavendish (Team HTC-Highroad), l'Italien Daniele Bennati (Team Leopard-Trek) et le Français Romain Feillu (Vacansoleil-DCM).
Le Belge Philippe Gilbert (Omega Pharma-Lotto), l'Italien Filippo Pozzato (Team Katusha), le Français Yoann Offredo (La Française des jeux) figurent également parmi les favoris.
L'équipe BMC Racing comprend Alessandro Ballan, George Hincapie et Greg Van Avermaet.
L'Autrichien Bernhard Eisel, tenant du titre, tentera de jouer sa carte personnelle au sein du Team High Road malgré Matthew Goss et Mark Cavendish.
Le Belge Nick Nuyens (Saxo Bank-SunGard), les Australiens Stuart O’Grady (Team Leopard-Trek) et Mathew Hayman (Team Sky), les Néerlandais Lars Boom (Rabobank) et Sebastian Langeveld (Rabobank), le Britannique Geraint Thomas (Team Sky), l'Espagnol Juan Antonio Flecha (Team Sky) et l'Italien Daniel Oss (Liquigas-Cannondale) sont parmi les outsiders.

## Monts pavés
Les 8 principaux monts escaladés à deux reprises sont les suivants :
| Num | Nom               | Kilomètre  | Longueur (m) | Pente moyenne |
| --- | ----------------- | ---------- | ------------ | ------------- |
| 1   | Mont des Cats     | 114 et 154 | 1500         | 9 %           |
| 2   | Berthen           | 116 et 156 |              |               |
| 3   | Schomminkelstraat | 122 et 162 |              |               |
| 4   | Baneberg          | 123 et 163 | 300          | 10 %          |
| 5   | Rodeberg          | 124 et 164 | 2000         | 4,4 %         |
| 6   | Scherpenberg      | 126 et 166 | 800          | 9,1 %         |
| 7   | Mont Kemmel       | 132 et 172 | 2500         | 4,4 %         |
| 8   | Monteberg         | 136 et 176 | 1000         | 7,3 %         |

## Récit de la course

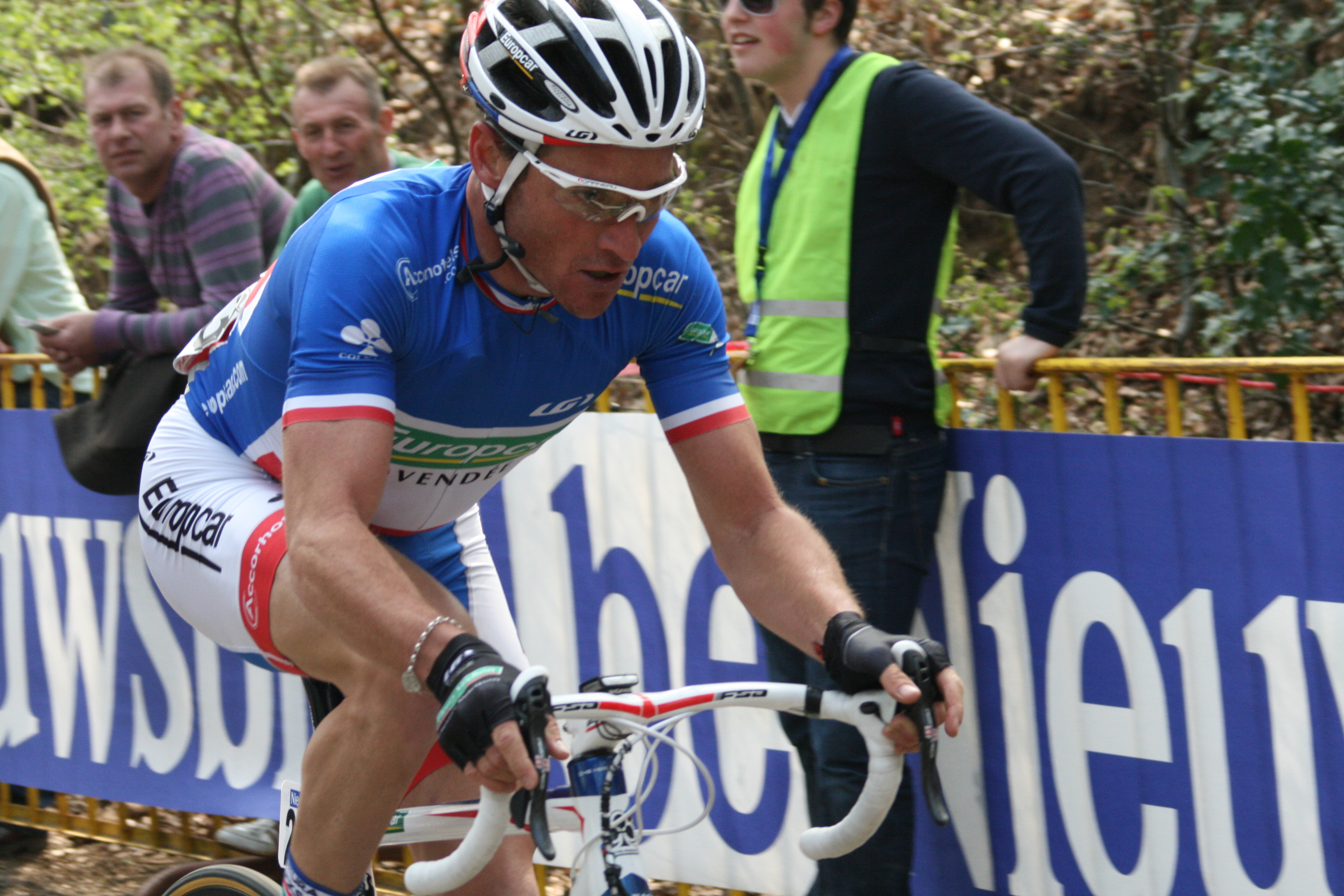
Thomas Voeckler au mont Kemmel

## Classement final

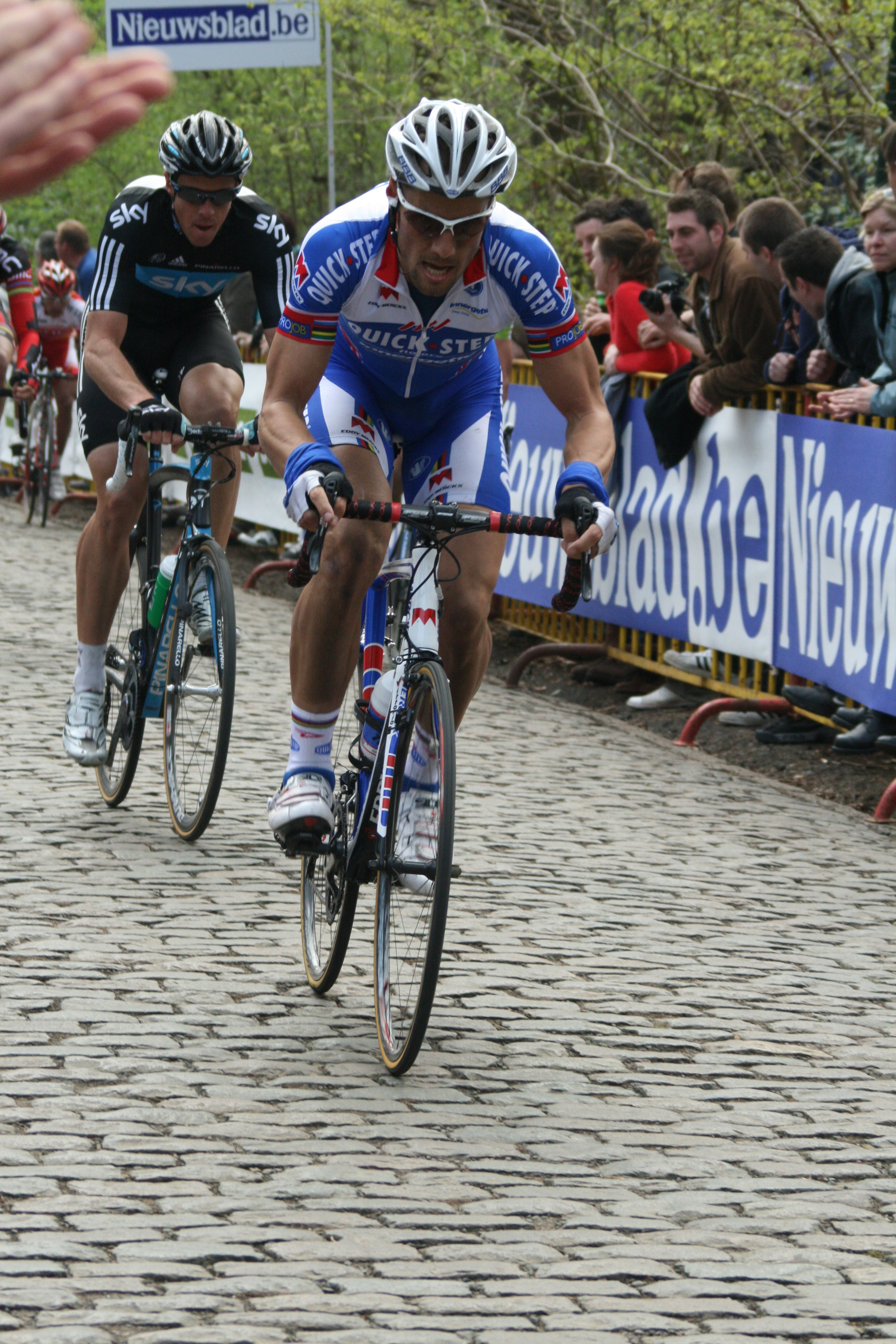
Tom Boonen lors du premier passage au mont Kemmel

|    | Coureur          | Pays       | Équipe             |    | Temps           | Points UCI |
| -- | ---------------- | ---------- | ------------------ | -- | --------------- | ---------- |
| 1  | Tom Boonen       | Belgique   | Quick Step         | en | 4 h 35 min 00 s | 80         |
| 2  | Daniele Bennati  | Italie     | Team Leopard-Trek  | +  | m.t             | 60         |
| 3  | Tyler Farrar     | États-Unis | Garmin-Cervélo     |    | m.t             | 50         |
| 4  | André Greipel    | Allemagne  | Omega Pharma-Lotto |    | m.t             | 40         |
| 5  | Lloyd Mondory    | France     | AG2R La Mondiale   |    | m.t             | 30         |
| 6  | Mitchell Docker  | Australie  | Skil-Shimano       |    | m.t             | -          |
| 7  | Bernhard Eisel   | Autriche   | Team HTC-Highroad  |    | m.t             | 14         |
| 8  | Kristof Goddaert | Belgique   | AG2R La Mondiale   |    | m.t             | 10         |
| 9  | Lars Boom        | Pays-Bas   | Rabobank           |    | m.t             | 6          |
| 10 | Baden Cooke      | Australie  | Saxo Bank-SunGard  |    | m.t             | 2          |